# Lars Erik Eriksen
Lars Erik Eriksen (* 29. Dezember 1954 in Oslo) ist ein ehemaliger norwegischer Skilangläufer.

## Werdegang
Eriksen gewann bei Nordischen Skiweltmeisterschaften 1982 mit der norwegischen Mannschaft die Goldmedaille im Staffelwettbewerb. Über die 30 Kilometer konnte er die Silbermedaille und über die 50 Kilometer die Bronzemedaille erkämpfen. Zuvor hatte er 1978 mit der Mannschaft die Bronzemedaille und 1980 die Silbermedaille erringen können.
Bei den Olympischen Winterspielen 1980 in Lake Placid gewann er erneut die Silbermedaille mit der norwegischen Mannschaft.
Vor der Einführung des Skilanglauf-Weltcups 1982 belegte Eriksen 1978 und 1979 Platz zwei in der inoffiziellen Weltcupgesamtwertung. 1980 wurde er nochmals Dritter. Eriksen gewann 1984 seinen einzigen Weltcupwettbewerb im finnischen Lahti. Dort siegte er vor Thomas Wassberg über die 15-Kilometer-Distanz.
Eriksen wurde 1984 mit der Holmenkollen-Medaille ausgezeichnet.

## Erfolge

### Norwegische Meisterschaften
- 1978: Silber über 30 km
- 1979: Silber über 50 km, Silber mit der Staffel, Bronze über 15 km
- 1980: Gold über 50 km, Gold mit der Staffel, Bronze über 30 km
- 1981: Gold mit der Staffel, Bronze über 50 km
- 1982: Silber über 50 km, Silber mit der Staffel
- 1983: Gold über 15 km, Gold über 30 km, Gold mit der Staffel
- 1984: Gold über 50 km, Silber mit der Staffel

### Weltcupsiege im Einzel
| Nr. | Datum        | Ort   | Disziplin             |
| --- | ------------ | ----- | --------------------- |
| 1.  | 2. März 1984 | Lahti | 15 km Individualstart |

### Weltcup-Gesamtplatzierungen
- Gesamtwertung inoffizieller Skilanglauf-Weltcup: 2. Platz 1978 und 1979, 3. Platz 1980

| Saison  | Platz | Punkte |
| ------- | ----- | ------ |
| 1981/82 | 11.   | 55     |
| 1982/83 | 29.   | 28     |
| 1983/84 | 8.    | 70     |
| 1984/85 | 51.   | 6      |